# Limbe
Limbe (tudi Limbé) je pristaniško mesto v zahodnem Kamerunu, ki je bilo ustanovljena leta 1858 na južnem pobočju gore Kamerun. 

## Zgodovina
Mesto, ki leži ob Atlantiku, je ustanovil britanski misijonar Alfred Saker kot Victoria. Leta 1884 so Nemci pričeli z kolonizacijo Kamerunu. 

## Gospodarstvo
Limbe je center naftne industrije Kameruna in eno od štirih komercialnih pristanišč.

## Pobratena mesta
- ZDA: Seattle, Washington
- Antigva in Barbuda: Saint John's